# أحمد عبد القادر (لاعب كرة قدم)
أحمد محمد عبد القادر رضوان الليثي (مواليد 23 مايو 1999) ولد في قريه طنباره التابعه للسنبلاوين : هو لاعب كرة قدم مصري في مركز وسط المهاجم. لصالح نادي قطر القطري معاراً من النادي الاهلي المصري 